# ريتشارد جوردان غاتلينغ
ريتشارد جوردان غاتلينغ (بالإنجليزية: Richard Jordan Gatling)‏ (من مواليد 12 سبتمبر 1818، مانيز نيك، نورث كارولينا، الولايات المتحدة - 26 فبراير 1903، نيويورك)  مخترع أمريكي اشتهر باختراعه بندقية غاتلينغ الرشاشة، والذي يعتبر أول مدفع رشاش ناجح على الرغم من أنه ليس مدفعًا رشيقًا حقيقيًا بالتعاريف الحديثة، والذي حصل على براءة اختراع في عام 1862.
بدأت مسيرة غاتلينغ كمخترع عندما ساعد والده في بناء وتجهيز آلات لزرع بذور القطن ولتخفيف نباتات القطن. في عام 1839 ، قام بتجميع مروحة دافعة عملية لقوارب البخار ، فقط ليجد أنه تم منح براءة اختراع لجون إريكسون لاختراع مماثل قبل بضعة أشهر. لقد أسس نفسه في سانت لويس ، ميسوري ، في عام 1844 ، وأخذ آلة بذر القطن كأساس ، وقام بتكييفها لزرع الأرز والقمح والحبوب الأخرى. لقد أدى إدخال هذه الآلات إلى إحداث ثورة في النظام الزراعي في البلاد.
أصبح غاتلينغ مهتمًا بدراسة الطب أثناء هجوم من مرض الجدري ، وأكمل دورة في كلية أوهايو الطبية في عام 1850. وفي نفس العام ، ابتكر جهازًا لكسر القنب ، وفي عام 1857 قام بمحراث بخار. عند اندلاع الحرب الأهلية الأمريكية كرس نفسه على الفور لإتقان الأسلحة النارية. في عام 1861 ، تصوّر فكرة البنادق الرشاشة السريعة المرتبطة باسمه. بحلول عام 1862 نجح في إتقان السلاح ؛ لكن الحرب انتهت عمليا قبل موافقة السلطات الفيدرالية على تبنيها رسميا.

## روابط خارجية
- Presentation by Keller about Mr. Gatling's Terrible Marvel: The Gun That Changed Everything and the Misunderstood Genius Who Invented It at the Printers Row Book Fair, June 8, 2008